# 新庄子 (桃園市)
新庄子，原寫為新庄仔，是台灣桃園市蘆竹區的一個傳統地域名稱，位於該區西南半葉的西部。相較於今日行政區，其範圍大致與新莊里相近。

## 歷史
台灣清治末期至日治前期，新庄子地區為一街庄，稱為「新庄仔庄」，隸屬於桃澗堡。該庄西北與埔心庄為鄰，東北隔埔心溪與大竹圍庄為界，東南邊為中興庄，西南邊為五塊厝庄。
1901年（日治明治三十四年）11月，全台廢縣廳改設二十廳，該庄隸屬於桃仔園廳。1903年（明治三十六年），改名桃園廳。1909年（明治四十二年）10月，合併二十廳為十二廳，該庄隸屬不變。1920年（大正九年），該庄改制並雅化為「新庄子」大字，隸屬於新竹州桃園郡蘆竹庄。
戰後蘆竹庄改制為蘆竹鄉，隸屬於新竹縣，大字亦改制為村。1950年桃、竹、苗分治，蘆竹鄉改隸屬於桃園縣。2014年12月桃園縣升格為直轄桃園市，蘆竹鄉改制為蘆竹區，村亦改制為里。

## 聚落
本地區發展較早的聚落有中厝、虎尾藔、石象圍、祖師公廟、崁腳等，在日治期初期的官方地圖上已有記載。此外，本地區尚有新庄子、崎腳等聚落。

## 交通
國道2號是桃園國際機場至國道3號鶯歌系統交流道的高速公路，西段又稱「機場支線」，大致以西北—東南走向蜿蜒經過新庄子地區北部，並於省道台31線交會處設有大竹交流道。由此向西北可前往機場，向東南可前往國道1號機場系統交流道、桃園、八德、國道3號鶯歌系統交流道。
省道台31線又稱「高鐵橋下桃園段道路」，是蘆竹至湖口與高鐵併行的平面幹道，大致以東北—西南走向經過本地區北部。由此向東北可前往蘆竹的高鐵沿線各地並止於台4線路口，向西南可前往大園、中壢、新屋、楊梅、湖口的高鐵沿線各地。
市道110號（新生路、大新路）是大園至新店的道路，大致以西北—東南走向轉橫向經過本地區。由該道路向西北可前往埔心、大園市區北側並止於省道台15線路口，向東南可前往桃園、鶯歌、三峽等地。
區道桃42線（大新路）是月眉至新庄子的道路，因「高速鐵路桃園車站特定區」市地重劃而分成東、西兩段，其中東段的東側端點位於本地區中部偏東南新庄子聚落的市道110號路口。由此向西偏南轉北偏西再轉西南西蜿蜒而行，出境後可前往五塊厝，續行過新街溪後即止於「高速鐵路桃園車站特定區」東側的領航南路四段路口。
區道桃49線（龍安街三段）是新庄子至茄苳溪的道路，其北側端點位於新庄子聚落的區道桃42線路口。由此向南偏東轉南南東出境後，可前往中興、福興、崁子腳東部並止於省道台1線路口。
區道桃47線（合圳北路三段）是五塊厝至白鷺的道路，也是本地區西南部邊界地帶往南至中壢的道路，其北側端點位於崎腳聚落南側的區桃42線路口。由此向南南東沿邊界而行，出邊界後不遠處轉向南可前往缺坑、深圳仔、中壢工業區，於內壢派出所旁轉東北東與省道台1線共線一小段路，過內壢車站後轉南南東沿興仁路而行並止於篤行社區旁區道桃48線路口。

## 學校
- 新莊國小